# Celnik, Iambol
Celnik (în bulgară Челник) este un sat în comuna Tundja, regiunea Iambol,  Bulgaria. 

## Demografie
Componența etnică a satului Celnik
     Bulgari (90,03%)
     Romi (8,68%)
     Nicio identificare (0%)
     Altele (1,28%)
La recensământul din 2011, populația satului Celnik era de 311 locuitori. Din punct de vedere etnic, majoritatea locuitorilor (90,03%) erau bulgari, cu o minoritate de romi (8,68%). Pentru 0,0% din locuitori nu este cunoscută apartenența etnică.